# Cinematic Sunrise
Cinematic Sunrise war eine Pop-Punk-/Pop-Rock-Band aus Detroit, Michigan, Vereinigte Staaten.

## Geschichte
Cinematic Sunrise wurde zum Jahreswechsel von 2005 auf 2006 als Nebenprojekt von Chiodos-Sänger Craig Owens und Keyboarder Bradley Bell in Detroit, Michigan gegründet. Als weitere Musiker stießen die beiden Gitarristen Nick Martin und Bryan Beeler, Bassist Marcus VanKirk sowie Schlagzeuger Dave Shapiro.
Am 13. Mai 2008 erschien die einzige Produktion der Band, eine EP unter dem Titel A Coloring Storybook and Long Playing Record über Equal Vision Records. Diese erreichte eine Platzierung in den offiziellen US-Charts, wo sich die EP allerdings nur eine Woche lang halten konnte. Die EP wurde im Oktober 2008 bei Equal Vision Records neu aufgelegt, da die erste Auflage von 10.000 Exemplaren ausverkauft war. Der Erstauflage der EP lagen vier Buntstifte und ein Ausmalbuch bei. Die Erstauflage war lediglich bei Hot Topic und über Merchnow erwerbbar.
Aufgrund mehrerer Besetzungswechsel war Beeler bis zum Ende der Band im Jahr 2009 das einzig verbliebene Gründungsmitglied der Gruppe. Bei einer Tournee der Gruppe im Mai 2008 wurde kurzerhand Vic Fuentes als zweiter Gitarrist in die Gruppe integriert.

## Musikstil
Im Vergleich zu Chiodos, welche dem Post-Hardcore zuzuordnen ist, spielten die Musiker bei Cinematic Sunrise eine Mischung aus Pop-Punk und Pop-Rock mit freundlicheren Liedtexten als bei Chiodos.

## Diskografie
- 2008: A Coloring Storybook and Long Playing Record (EP, Equal Vision Records)